# ويلي ويليامز (كرة سلة)
ويلي ويليامز (بالإنجليزية: Willie Williams)‏ مواليد 28 يوليو 1946، هو مدرب كرة سلة أمريكي ولاعب معتزل. تم اختياره من قبل فريق بوسطن سيلتكس خلال الدرافت. يبلغ طوله 6 قدم 7 بوصة (2.0 م). لعب مع بوسطن سيلتكس وسكرامنتو كينغز.

## روابط خارجية
- ويلي ويليامز على موقع إن بي أي (الإنجليزية)
- ويلي ويليامز على موقع سبورتس رفرنس (الإنجليزية)
- ويلي ويليامز على موقع كلية كرة السلة في سبورتس رفرنس.كوم (الإنجليزية)
- ويلي ويليامز على موقع ريلجم (الإنجليزية)
- ويلي ويليامز على موقع بروبوليرز (الإنجليزية)